# Noordwesthoekpolder
De Noordwesthoekpolder is een polder ten zuiden van Breskens, behorende tot de Baarzandepolders.
De polder werd, na inundatie in 1583, herdijkt in 1610. Ze is ongeveer 30 ha groot en vormt tegenwoordig één geheel met de Buizenpolder.
De polder wordt begrensd door de Nieuwlandse Kreek, de Buyzenpolderdijk en de Platte Weg.